# Chilothorax distinctus
Espèce
Chilothorax distinctus est une espèce d'insectes coléoptères de la famille des Scarabaeidae.

## Description
Ce petit coléoptère mesure 3,5 à 5,5 mm. Il a un pronotum rebordé, un petit scutellum, des élytres glabres, une tête sans taches jaunes et une suture élytrale noire. Il se distingue des autres espèces par la disposition de ses taches noires, par ailleurs ses taches noires sont symétriques et à bords francs.

## Distribution
Il est présent en Europe et en Amérique du Nord. En France il se rencontre à peu près partout sur le territoire.